# Agim Meto
Agim Meto (Fier, 2 febbraio 1986) è un ex calciatore albanese, di ruolo difensore o centrocampista.

## Carriera

### Club
Cresciuto nell'Apolonia Fier, squadra con la quale ha debuttato nella massima serie del campionato albanese nel 2006.

## Statistiche

### Presenze e reti nei club
Statistiche aggiornate al 15 ottobre 2017.
| Stagione             | Squadra              | Campionato           | Campionato | Campionato | Coppe nazionali | Coppe nazionali | Coppe nazionali | Coppe continentali | Coppe continentali | Coppe continentali | Altre coppe | Altre coppe | Altre coppe | Totale | Totale |
| Stagione             | Squadra              | Comp                 | Pres       | Reti       | Comp            | Pres            | Reti            | Comp               | Pres               | Reti               | Comp        | Pres        | Reti        | Pres   | Reti   |
| -------------------- | -------------------- | -------------------- | ---------- | ---------- | --------------- | --------------- | --------------- | ------------------ | ------------------ | ------------------ | ----------- | ----------- | ----------- | ------ | ------ |
| 2004-2005            | Apolonia Fier        | KP                   | 0          | 0          | CA              | 0               | 0               | -                  | -                  | -                  | -           | -           | -           | 0+     | 0+     |
| 2005-2006            | Apolonia Fier        | KP                   | 0          | 0          | CA              | 0               | 0               | -                  | -                  | -                  | -           | -           | -           | 0+     | 0+     |
| 2006-2007            | Apolonia Fier        | KS                   | 16         | 1          | CA              | 0               | 0               | -                  | -                  | -                  | -           | -           | -           | 16     | 1      |
| 2007-2008            | Apolonia Fier        | KP                   | 0          | 0          | CA              | 0               | 0               | -                  | -                  | -                  | -           | -           | -           | 0+     | 0+     |
| lug. 2008            | Besa Kavajë          | KS                   | 0          | 0          | CA              | 0               | 0               | Int                | 2                  | 0                  | -           | -           | -           | 2      | 0      |
| 2008-2009            | Apolonia Fier        | KS                   | 30         | 1          | CA              | 1               | 0               | -                  | -                  | -                  | -           | -           | -           | 31     | 1      |
| 2009-2010            | Apolonia Fier        | KS                   | 29         | 3          | CA              | 0               | 0               | -                  | -                  | -                  | -           | -           | -           | 29     | 3      |
| 2010-2011            | Apolonia Fier        | KP                   | 0          | 0          | CA              | 0               | 0               | -                  | -                  | -                  | -           | -           | -           | 0+     | 0+     |
| 2011-gen. 2012       | Apolonia Fier        | KS                   | 4          | 0          | CA              | 0               | 0               | -                  | -                  | -                  | -           | -           | -           | 4      | 0      |
| Totale Apolonia Fier | Totale Apolonia Fier | Totale Apolonia Fier | 79         | 5          |                 | 1               | 0               |                    | -                  | -                  |             | -           | -           | 80     | 5      |
| gen.-giu. 2012       | Bylis Ballsh         | KS                   | 12         | 2          | CA              | 6               | 1               | -                  | -                  | -                  | -           | -           | -           | 18     | 3      |
| 2012-2013            | Bylis Ballsh         | KS                   | 20         | 2          | CA              | 8               | 2               | -                  | -                  | -                  | -           | -           | -           | 28     | 4      |
| 2013-2014            | Bylis Ballsh         | KS                   | 16         | 3          | CA              | 3               | 1               | -                  | -                  | -                  | -           | -           | -           | 19     | 4      |
| 2014-gen. 2015       | Flamurtari Valona    | KS                   | 6          | 0          | CA              | 3               | 1               | UEL                | 4                  | 0                  | SA          | 0           | 0           | 13     | 1      |
| gen.-giu. 2015       | Laçi                 | KS                   | 17         | 7          | CA              | 5               | 1               | UEL                | -                  | -                  | -           | -           | -           | 22     | 8      |
| 2015-gen. 2016       | Laçi                 | KS                   | 17         | 2          | CA              | 2               | 0               | UEL                | 2                  | 1                  | SA          | 1           | 0           | 22     | 3      |
| Totale Laçi          | Totale Laçi          | Totale Laçi          | 34         | 9          |                 | 7               | 1               |                    | 2                  | 1                  |             | 1           | 0           | 44     | 11     |
| gen.-giu. 2016       | Luftëtari            | KP                   | 11         | 0          | CA              | 0               | 0               | -                  | -                  | -                  | -           | -           | -           | 11     | 0      |
| 2016-2017            | Bylis Ballsh         | KP                   | 14         | 3          | CA              | 4               | 2               | -                  | -                  | -                  | -           | -           | -           | 18     | 5      |
| Totale Bylis Ballsh  | Totale Bylis Ballsh  | Totale Bylis Ballsh  | 62         | 10         |                 | 21              | 6               |                    | -                  | -                  |             | -           | -           | 83     | 16     |
| 2017-2018            | Lushnja              | KS                   | 2          | 0          | CA              | 2               | 0               | -                  | -                  | -                  | -           | -           | -           | 4      | 0      |
| Totale carriera      | Totale carriera      | Totale carriera      | 194        | 24         |                 | 34              | 8               |                    | 8                  | 1                  |             | 1           | 0           | 237    | 33     |

## Palmarès

### Club

#### Competizioni nazionali
- Coppa d'Albania: 1

Laçi: 2014-2015
- Supercoppa d'Albania: 1

Laçi: 2015